# Маттія Кассані
Матті́я Касса́ні (італ. Mattia Cassani, * 26 серпня 1983, Боргоманеро) — італійський футболіст, фланговий захисник клубу «Сампдорія», у складі якого грає на умовах оренди.
Насамперед відомий виступами за клуби «Верона» та «Палермо», а також національну збірну Італії.

## Клубна кар'єра
Вихованець юнацьких команд футбольних клубів «Канавезе» та «Ювентус».
В сезоні 2002–03 почав потрапляти до заявки головної команди «Ювентуса», однак жодного разу в офіційних іграх в її складі не виходив. Натомість на початку 2003 року був відданий в оренду до клубу «Сампдорія», в якому провів свої перші ігри на дорослому рівні.
Влітку того ж року також на умовах оренди приєднався до команди клубу «Верона», пізніше веронський клуб викупив частину прав на гравця. Відіграв за команду з Верони загалом три сезони своєї ігрової кар'єри. Більшість часу, проведеного у складі «Верони», був основним гравцем захисту команди.
2006 року уклав контракт з клубом «Палермо», у складі якого провів наступні п'ять років своєї кар'єри гравця. Граючи у складі «Палермо» також здебільшого виходив на поле в основному складі команди.
До складу клубу «Фіорентина» приєднався на умовах оренди 2011 року. Згодом уклав з флорентійським клубом повноцінний контракт. Утім стабільним гравцем основного складу «Фіорентини» не став. 2013 року його було спочатку віддано в оренду до «Дженоа», а 8 серпня того ж року він перейшов до «Парми».
Влітку 2015 року досвідчений захисник отримав статус вільного агента і уклав контракт із «Сампдорією».

## Виступи за збірні
2003 року залучався до складу молодіжної збірної Італії. На молодіжному рівні зіграв у 6 офіційних матчах.
2009 року дебютував в офіційних матчах у складі національної збірної Італії. Викликався до її лав до 2012 року, за цей час провів у формі головної команди країни 11 матчів.
| Дата       | Місто      | Господарі         | Результат | Гості             | Турнір            | Голи | Примітки |
| ---------- | ---------- | ----------------- | --------- | ----------------- | ----------------- | ---- | -------- |
| 18/11/2009 | Чезена     | Італія            | 1 – 0     | Швеція            | товариський матч  | -    |          |
| 03/03/2010 | Монако     | Італія            | 0 – 0     | Камерун           | товариський матч  | -    |          |
| 10/08/2010 | Лондон     | Італія            | 0 – 1     | Кот-д'Івуар       | товариський матч  | -    |          |
| 03/09/2010 | Таллінн    | Естонія           | 1 – 2     | Італія            | Відбір до ЧЄ 2012 | -    |          |
| 08/10/2010 | Белфаст    | Північна Ірландія | 0 – 0     | Італія            | Відбір до ЧЄ 2012 | -    |          |
| 17/11/2010 | Клагенфурт | Румунія           | 1 – 1     | Італія            | товариський матч  | -    |          |
| 09/02/2011 | Дортмунд   | Німеччина         | 1 – 1     | Італія            | товариський матч  | -    |          |
| 07/06/2011 | Льєж       | Італія            | 0 – 2     | Ірландія          | товариський матч  | -    |          |
| 06/09/2011 | Флоренція  | Італія            | 1 – 0     | Словенія          | Відбір до ЧЄ 2012 | -    |          |
| 11/10/2011 | Пескара    | Італія            | 3 – 0     | Північна Ірландія | Відбір до ЧЄ 2012 | -    |          |
| Усього     |            | Матчів            | 10        |                   | Голів             | 0    |          |